# Араша (футбольный клуб)
«Араша» (порт.-браз. Araxá Esporte Clube) — бразильский футбольный клуб представляющий одноимённый город штата Минас-Жерайс. В 2013 году клуб выступал в Серии D Бразилии.

## История
Клуб основан 16 ноября 1958 года, домашние матчи проводит на арене «Фаусто Альвим», вмещающей 5 500 зрителей. Большую часть времени клуб выступал во втором дивизионе чемпионате штата Минас-Жерайс, в котором четырежды в своей истории занимал первое место. В 2013 году «Араша» дебютировала в Серии D чемпионата Бразилии, где заняла 38-е место из 40 команд.

## Достижения
- Чемпион второго дивизиона Лиги Минейро (4): 1966, 1978, 1990, 2012.